# Joseph-Aignan Sigaud de Lafond

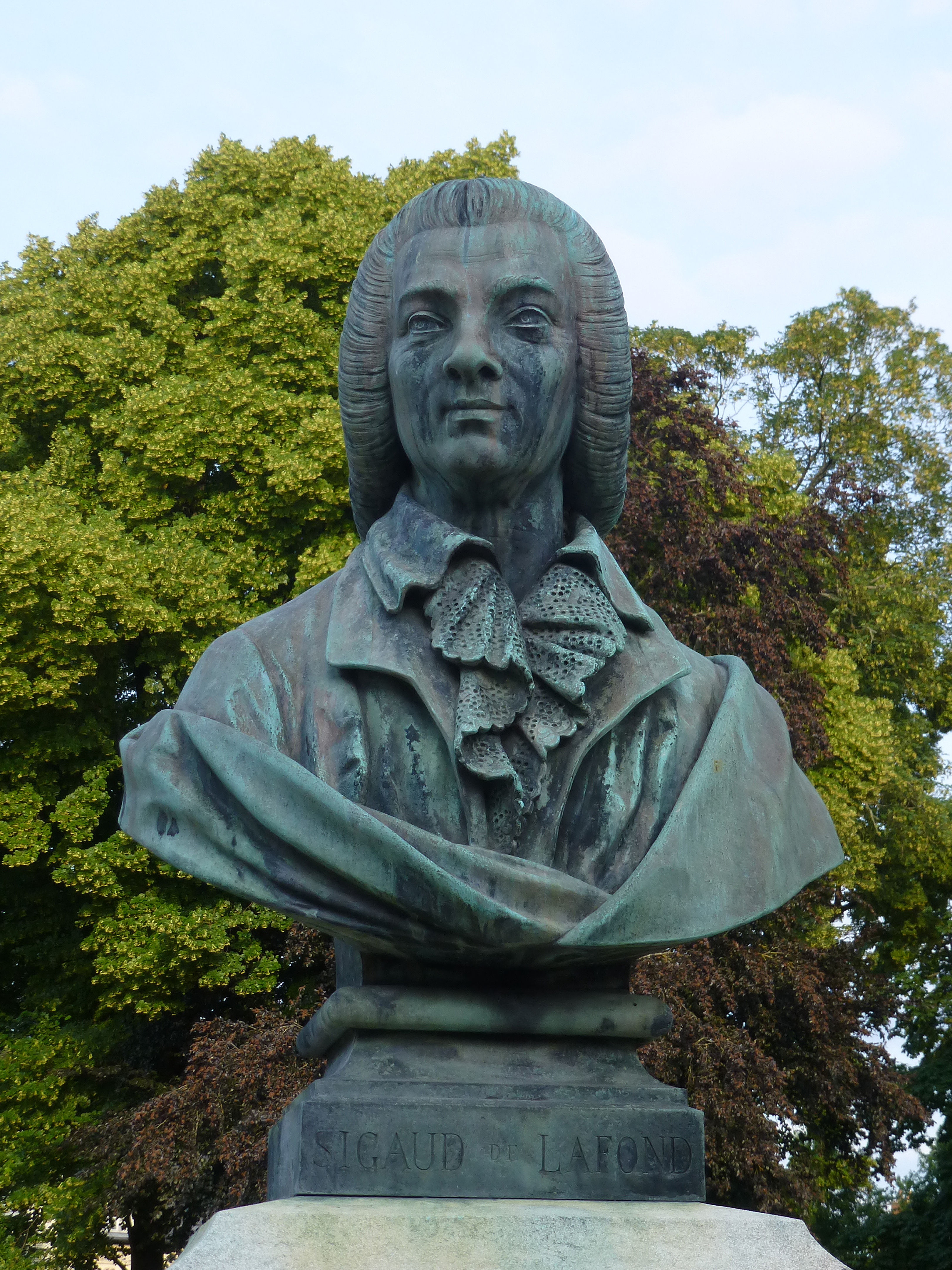
Joseph-Aignan Sigaud de Lafond: Büste in Bourges

Joseph-Aignan Sigaud de Lafond (* 5. Januar 1730 in Bourges, Département Cher; † 26. Januar 1810 ebenda) war ein französischer Physiker und Mediziner.

## Leben und Wirken
Sigaud de Lafond wurde als Sohn eines wohlhabenden Uhrmachers geboren. Er besuchte das Jesuitenkolleg seiner Heimatstadt Bourges und wollte zunächst Theologie studieren, entschied sich jedoch für ein Medizinstudium und ging nach Paris und schrieb sich als Student an der Chirurgischen Schule von Saint-Côme ein. Während seines Medizinstudiums besuchte er öffentliche Vorlesungen von Jean-Antoine Nollet (Abbé Nollet), der in ihm das Interesse für die experimentellen Naturwissenschaften weckte. 1759 ernannten ihn die Jesuiten zum Demonstrator für Experimentalphysik am Collège Louis-le-Grand, wo er auch Kurse in Anatomie und Physiologie leitete. Daneben übernahm er 1760 am Collège de Navarre die Nachfolge von Abbé Nollet und dessen Kurse in Experimentalphysik. 1770 wurde er Professor für Chirurgie an der Schule von Saint-Côme.
1782 kehrte Sigaud nach Bourges zurück, wo er 1786 einen Lehrstuhl für Physik am dortigen Collège erhielt. Während der Revolution wurde das Collège geschlossen, aber mit der Reorganisation des öffentlichen Schulwesens unter dem Nationalkonvent und Direktorium wurde er 1795 Professor für Physik und Chemie in Bourges an der École Centrale, die das alte Collège ersetzte.
Aufgrund des Einflusses von Nollet und des in der zweiten Hälfte des 18. Jahrhunderts erwachten Interesses für naturwissenschaftliche Phänomene beschäftigte er sich speziell mit der Elektrizität sowie später mit der Physik der Gase, wobei ihn ausschließlich Experimente und Beobachtungen interessierten. Ihm wird unter anderem die Erfindung der Glasisolatoren zugeschrieben. In den 1770er-Jahren arbeitete er mit Pierre-Joseph Macquer zusammen, mit dem er Verbrennungsexperimente durchführte, mit denen sie die Phlogistontheorie bestätigen wollten. Neben seinen Arbeiten zur Experimentalphysik war er als Chirurg tätig. Er eröffnete eine Arztpraxis in Paris, spezialisierte sich in der Geburtshilfe und erlangte eine gewisse Berühmtheit durch die Einführung einer neuen Operationsmethode.
Er publizierte eine Vielzahl von Schriften, darunter Bücher. Seine Veröffentlichungen waren weniger für Wissenschaftler bestimmt, vielmehr wollte er mit ihnen ein breites Publikum erreichen. Einige seiner Bücher wurden auch ins Deutsche übersetzt.
Sigaud de Lafond war Mitglied zahlreicher wissenschaftlicher Gesellschaften und Akademien. 1768 wurde er als auswärtiges Mitglied in die Bayerische Akademie der Wissenschaften aufgenommen. Er war Mitglied der Accademia Toscana di Scienze e Lettere „La Colombaria“ in Florenz und wurde am 23. Dezember 1776 (nach julianischem Kalender) zum Ehrenmitglied der Akademie der Wissenschaften in Sankt Petersburg gewählt. Am 28. Februar 1796 (9. Ventôse nach dem Revolutionskalender) wurde er als nicht ortsansässiges Mitglied in die erste Klasse (Sektion Experimentalphysik) der Académie des sciences (von 1795 bis 1816 Nationales Wissenschaftsinstitut) aufgenommen.

## Schriften (Auswahl)
- Traité de l’électricité. Paris 1771.
- Précis historique et expérimental des phénoménes électriques, depuis l’origine de cette découverte jusqu’a ce jour. Paris 1781.
- Anweisung zur Experimental-Physik (Erster Theil). Waltherische Hofbuchhandlung, Dresden 1774.
- Wunder der Natur, eine Sammlung außerordentlicher und merkwürdiger Erscheinungen und Begebenheiten in der ganzen Körperwelt, zum Unterricht und Vergnügen nach alphabetischer Ordnung (Zweeter Band). Johann Samuel Heinsius, Leipzig 1783.